# Capitaine (ville)
Pour les articles homonymes, voir Capitaine.
Un capitaine (parfois appelés gouverneur) est au Moyen Âge en France le responsable de la défense d'un château, d'une ville ou d'un bourg.

## Exemples
- Guillaume de Coëtlosquet est nommé "capitaine" des habitants contribuables de Plounéour-Ménez le 10 septembre 1639 par Charles du Combout, baron de Pontchâteau, lieutenant pour Sa Majesté en Bretagne[1].
- Jean d'Estouteville, seigneur de Torcy, capitaine du château de Caen
- Jean de Penhoat fut capitaine de Morlaix
- Jean de Goulaine, capitaine de la ville de Nantes en 1158,
- Gaucher de Châtillon fut désigné comme capitaine de la ville de Reims, le 10 juin 1358